# 미스터 하이네켄
《미스터 하이네켄》(영어: Kidnapping Freddy Heineken)는 2015년 공개된 영화이다.

## 출연

### 주연
- 짐 스터게스
- 샘 워싱턴
- 안소니 홉킨스
- 라이언 콴튼
- 마르크 판 에이우언
- 토마스 코쿼렐

### 조연
- 제미마 웨스트
- 다비드 덴칙
- 베라 밴 도렌
- 캣 린지
- 로이 맥크레리

## 기타
- 세트: 라이언 마틴 드라이어